# Гозиасон, Филипп Германович
Филипп Германович Гозиасон (до эмиграции — Филипп Гозиас-Германович Гозиасон, фр. Philippe Hosiasson; 15 (27) февраля 1898, Одесса — 13 июля 1978, Париж) — французский художник Парижской школы, график, художественный критик (литературный псевдоним — Jacques Sabile).

## Биография
Родился 15 февраля (по старому стилю) 1898 года в Одессе в семье гольдингенского мещанина (позднее купца 2-й гильдии) Гозиаса-Германа Яковлевича Гозиасона (1866, Гольдинген — 1931, Рига) и Августины Леонтьевны (Елизаветы Львовны) Якубсон (1876, Одесса — 1925, Рига), дочери одесского купца второй гильдии и племянницы художника Л. О. Пастернака (дочь его сестры Екатерины Иосевны (Осиповны) Якобзон, в девичестве Постернак, и турецко-подданного Леона Якобзона); имел младшую сестру Екатерину. Родители заключили брак в Одессе 20 апреля 1897 года. Семья проживала в собственном доме по Ланжероновской улице, № 9, где также располагалась агентурно-комиссионная контора Г. Я. Гозиасона; помимо прочего торгово-посредническая контора Германа Гозиасона обладала исключительными правами на продажу в России и Румынии липкой бумаги от мух «Tangle-Foot» фирмы «The O. W. Thum Co», распространяла смазочные масла и мануфактуру. Г. О. Гозиасон впоследствии стал членом правления Рижского торгового банка и директором акционерного общества «Братья Гозиассон».
После окончания с серебряной медалью 4-й одесской гимназии поступил на естественное отделение физико-математического факультета Новороссийского университета (1916), где успел отучиться два семестра, одновременно как вольнослушатель посещая Одесское художественное училище. Летом 1917 года был призван на воинскую службу, с июля 1917 по январь 1918 года прошёл ускоренный курс военного времени в Сергиевском артиллерийском училище. Демобилизовавшись 30 января 1918 года, продолжил учёбу в Новороссийском университете, на этот раз на юридическом факультете, 12 июня того же года женился на дочери присяжного поверенного Ольге Александровне Билинкис (1899—1974). Весной 1919 года был вынужден прервать занятия в университете, читал лекции по истории французского искусства в мастерской-студии Александры Экстер.
В 1916—1918 годах выполнил для издательства «Омфалос» обложки для сборников начинающих одесских поэтов Вениамина Бабаджана, Бориса Бобовича (1896—1975), Александра Кранцфельда (1890—1942, впоследствии военного эпидемиолога). В 1917—1918 годах участвовал в выставке Общества независимых, с осени 1918 года входил в организованную этим обществом «Свободную мастерскую», летом 1918 года выставлялся на выставке Одесского общества искусств и на совместной выставке Товарищества южнорусских художников и Общества независимых. В том же году в одесском издательстве «Омфалос», где он работал, вышли его брошюры «Жизнь и творчество Эль Греко» и «О. Роден. Молодым художникам: Посмертная статья / пер. Ф. Гозиасона». Публиковал статьи по искусству в различных одесских периодических изданиях.
21 ноября 1919 года через Константинополь эмигрировал с женой в Италию, до 1921 года жил во Флоренции и Риме, в 1922 году переехал в Берлин. Здесь сблизился с художниками Леоном Заком и Вольдемаром Боберманом (1897—1977), вместе с которыми снимал совместную мастерскую на Моцштрассе, в которой работали также Григорий Шильтян (1898—1985) и Роман Крамштич. Вместе с В. А. Боберманом, Л. В. Заком и П. Ф. Челищевым оформлял спектакли и костюмы балетной труппы «Русский романтический театр» Б. Г. Романова (1891—1957), с ними же участвовал в двух групповых выставках в галерее A. Flechtheim (1922), в выставке русских художников в магазине книгоиздательства «Заря» (1923) и в Международной выставке в Дюссельдорфе (1924). Исполнил 5 литографий к повести «Рим» Н. В. Гоголя (Берлин: Вальтер и Ракинт, 1924).
В 1924 году вместе с театром Б. Г. Романова, В. А. Боберманом, Л. В. Заком и П. Ф. Челищевым перебрался в Париж, где с В. А. Боберманом и Л. В. Заком вновь открыл совместное ателье и примкнул к неогуманистическому направлению. В 1927 году работал художником по костюмам на Международном фестивале театрального искусства в Париже, выполнял картоны для гобеленов, издал альбом литографий «Rome, campagne romaine» с предисловием художественного критика Вольдемара Жоржа (1933), расписал павильон «Остров Мартиника» на Всемирной выставке в Париже (1937). Выставки Ф. Г. Гозиасона прошли в парижских галереях T. Carmine (июнь 1925, с Леоном Заком и Вольдемаром Боберманом), Percier (1925, с Л. В. Заком, В. А. Боберманом и К. А. Терешковичем; самостоятельно — 1928 и 1931), P. Kohl (1931 и 1934), в Galeria Milano (Милан, 1932 и 1934), во Флоренции (La Nazione, 1934), участвовал в русском отделе Выставки современного французского искусства в Москве (1928), выставке «Новое поколение» в парижской галерее Jean Bonjean (1932) и Выставке русской живописи в Праге (1935), а также в международных выставках в Венеции (1930), Риме (1938), Нью-Йорке и Чикаго (1939). В 1928 году получил французское гражданство, в 1929 году стал вице-президентом основанного Леоном Заком салона Сверхнезависимых, где выставлялся до 1939 года, когда был мобилизован на фронт и тяжело ранен под Дюнкерком. В период оккупации жил в Марселе (1941—1942), Ницце, в 1943—1944 годах скрывался с женой в Южных Альпах, работал над иллюстрациями к библиофильским изданиям. В 1945—1947 годах жил в Марселе, расписал часовню Notre Dame de la Fleursà Thorame-Haute. Его последнее фигуративное полотно «Освобождение Марселя» было показано на выставке «В честь Победы», организованной в Париже Союзом советских патриотов в 1946 году.
В 1947 году вернулся в Париж и отошёл от фигуративного искусства. Сотрудничал в газете «Еврейский мир» (Le Monde Juif), опубликовал сборники документов и статей о разграбленных в период немецкой оккупации коллекциях еврейских коллекционеров (1945, 1949, 1956). Работал секретарём парижского Центра по документации современного еврейства (Centre de Documentation Juive Contemporaine — CDJC), где опубликовал ряд документальных материалов по современной истории евреев. С 1948 года выставлял абстрактные работы в Майском салоне, в 1955 году провёл персональную выставку в галерее Haut Pavé, с 1956 года практически ежегодно проводил персональные выставки в галереях Парижа — Stadler (1956), Flinker (1961, 1963, 1966), Gervis (1968, 1970), Regards (1975, 1976, 1978), в Нью-Йорке (Kootz, 1956—1959; Martha Jackson, 1962; Primus Stuart, 1963), Милане (Toninelle Arte Moderna, 1962; San Fidele, 1970), Дюссельдорфе (Niepel, 1963), Брюсселя (Farber, 1974) и других городах. С 1956 года выставлялся в салоне «Новых реальностей», с 1959 года в салоне «Сравнений», с 1968 года в салоне «Знаменитости и молодые художники наших дней», участвовал в выставках «Русские художники Парижской школы» в Сен-Дени (1960) и Париже (Дом французской мысли, 1961), в 1973 году персональная выставка по случаю его 75-летия состоялась в Национальном музее современного искусства в Париже. В последние годы жизни занимался графикой, исполнил иллюстрации к книге «Печаль» Луи Арагона.

## Семья
Жена (с 12 июня 1918 года) — Ольга Александровна Билинкая-Билинкис (1899—1974), дочь присяжного поверенного Абрама Мордковича (Алексея Марковича) Билинкого-Билинкиса, практиковавшего на улице Тираспольской, № 9.

## Книги
- Ф. Гозиасон. Жизнь и творчество Эль Греко. Одесса: Омфалос, 1918.
- О. Роден. Молодым художникам: Посмертная статья. Перевод Ф. Гозиасона. Одесса: Омфалос, 1918.
- Н. В. Гоголь. Рим. Иллюстрации Ф. Гозиасона. Берлин: Вальтер и Ракинт, 1924.
- Le Pillage par les Allemands des œuvres d’art et des bibliothèques appartenant à des Juifs en France / Recueil de documents publiés sous la direction de Jean Cassou. I. Introduction sur «La Doctrine esthétique du National-Socialisme et l’organisation des Beaux-Arts sous le Troisième Reich», par Jacques Sabile. Paris: Éditions du Centre de Documentation Juive Contemporaine, 1945.
- Jacques Sabile. Van Gogh. Paris: Éditions Le Courrier Graphique, 1946.
- Philippe Hosiasson. La doctrine esthétique du national-socialisme et l’organisation des Beaux-Arts sous le IIIème Reich. Paris: Éditions du Centre de Documentation Juive Contemporaine (CDJC), 1947. — 268 p.
- Comment furent sauvés les juifs du Danemark: Documents I—III. Par Jacques Sabile. Paris, 1949.
- Philippe Hosiasson. Les juifs de Tunisie sous Vichy et l’occupation. Paris: Centre de Documentation Juive Contemporaine, 1954. — 196 p.
- Leon Poliakov, Jacques Sabile. Jews Under the Italian Occupation. Paris: Editions du Centre de Documentation Juive Contemporaine, 1955.
- Jacques Sabile. Lueurs dans la tourmente: épisodes de la lutte pour la défense des Juifs persécutés en Europe du Nord pendant la guerre de Hitler. Paris: Éditions du Centre de Documentation Juive Contemporaine, 1956.
- Jacques Sabile. Le sauvetage des Juifs bulgares pendant la Seconde Guerre mondiale, in Mémoire du Génocide, recueil de 80 articles du «Monde juif». Paris: Centre de Documentation Juive contemporaine, 1987. — 164 p.

## Публикации
- Hosiasson Ph. Les enseignes d’Odessa // Mercure de France. — Paris, 1964. — Janvier. — P. 149—153.[19]
- Переписка Ф. Г. Гозиасона

## Каталоги и альбомы
- Boissier P. Hosiasson: Genèse d’un expressionnisme abstrait. Paris: Lettres modernes, 1982.
- Hosiasson, 1898—1978 / Préface de Pierre Schneider: [Catalogue]. Galerie Regards. Paris, 1989—1991.
- Philippe Hosiasson / A cura di Stefano De Rosa: [Catalogue]. Firenze: Maschietto & Musolino, 1995.
- Quattro artisti russi a Parigi. Charchoune, Hosiasson, Mansurov, Poliakoff. Milano: Lorenzelli Arte, 2006.